# エアソフトガン

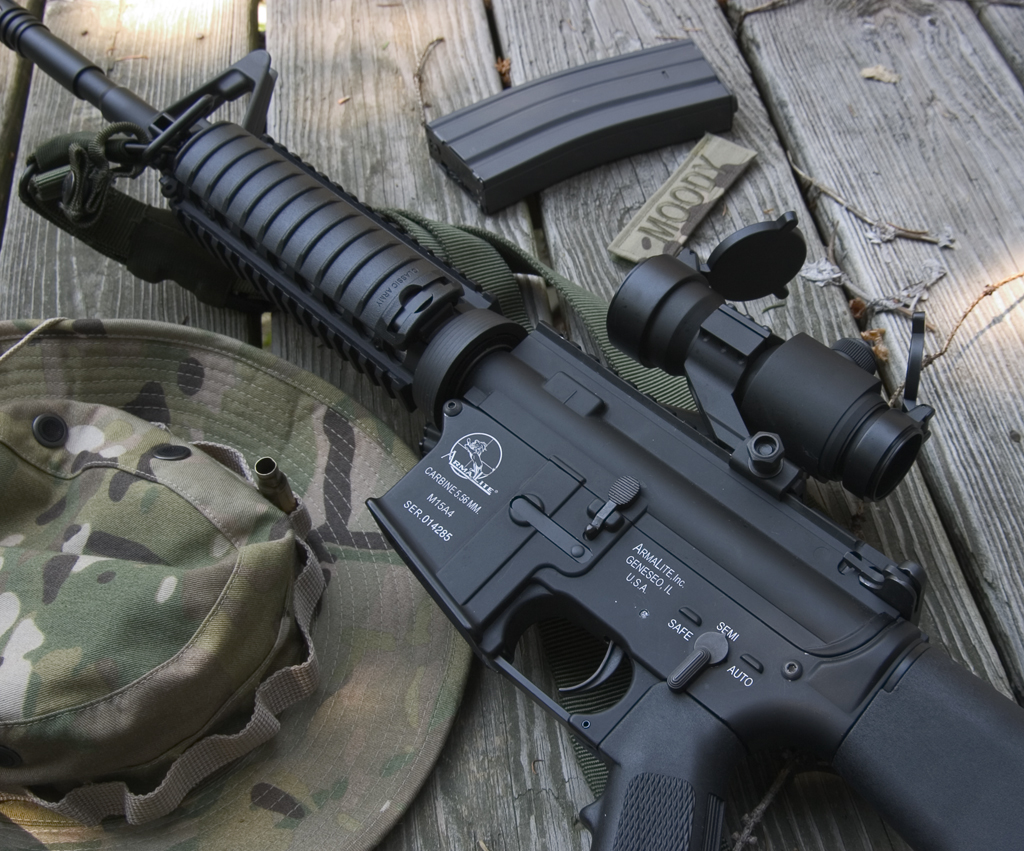
Classic Army製M15A4 AEG

エアソフトガン（Airsoft Gun）は、一般的に実銃に似せた外観を持ち、プラスチック製の弾丸を低圧の圧縮空気、または難燃性の低圧ガスの圧力で発射する機構を持つ遊戯銃である。
日本において「エアガン」とは主にこのエアソフトガンを指すが、英語圏で「エアガン」と認識されるものは、日本で言うところの空気銃であり、高い威力と殺傷力を持つ別物である。
同じく弾丸を飛ばす銀玉鉄砲は、ばねの力で前進するストライカーによって叩き、発射する機構をもつ物であり、エアソフトガンとは区別される。
火薬の力によって薬莢を排出する動作や外観を楽しむ「モデルガン」は、弾丸の発射機能を持たない物の呼称であるため、エアソフトガンとは区別される。

## 遊び方
銃と言う性質上、標的を撃つゲームとしての方法が多い。スコアを競う射撃競技を模したゲームや、サバイバルゲームなど独自のルールで地上戦を模したものなどがある。また、楽しみ方としては、同じ銃を模したものでもメーカーや年式によって多彩な形体があり、実銃に近いリアリティを持ったエアソフトガンもあるため、射撃目的ではなくコレクションとして蒐集する方法もある。

### エアソフトガンを使った主な射撃ゲーム
プリンキング
得点などを競うことなく、紙製や金属製の標的を自由に射撃することを楽しむ。
精密射撃競技
的に向かって撃ち、その命中精度を競う。JASG主催のAPSカップがよく知られる。
スピードシューティング
的に向かって撃ち、その命中精度とスピードを競う。PPCマッチやビアンキカップなどがある。
サバイバルゲーム
地上戦を模した、エアソフトガン独自のスポーツ性の高いゲーム。軍事的な訓練としても導入されている。このような場合に使用される訓練用の道具は、市販品とは異なるスペックに基づくことがある。
軍事的な訓練として導入される訓練用の道具のことを、「トレーニングウェポン」（略して「トレポン」）と呼ぶこともある。1丁あたり10万円を越えることが多く、40万円ほどする場合もあるが、実銃用のアクセサリーパーツを無加工で取り付けられる場合が多い（一部要加工パーツ有り）ため、購入するユーザーは一定数おり、専門店も日本国内だけでも複数箇所ある。

### 玩具として以外の使い方

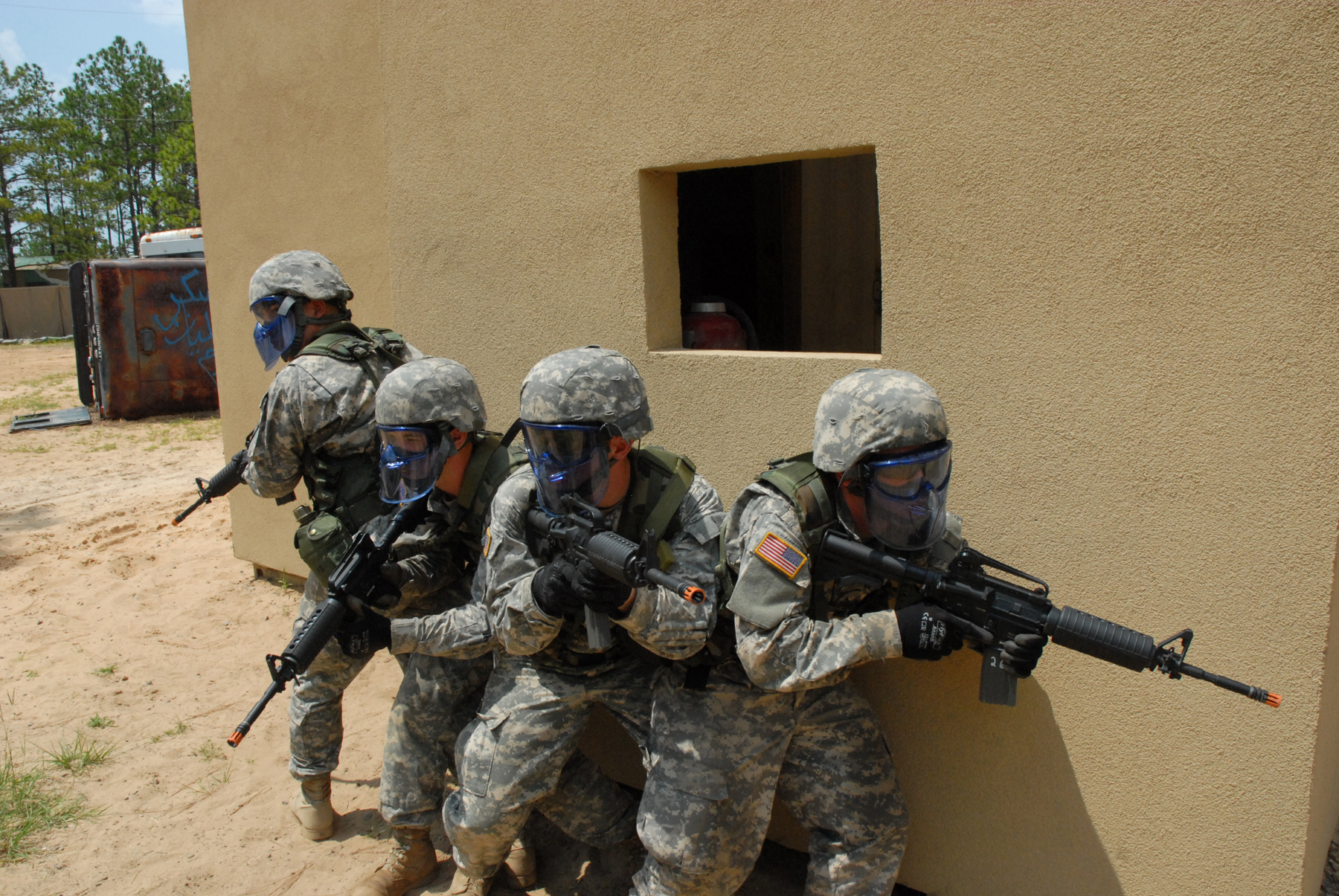
エアソフトガンの導入テストのために行われた訓練（アメリカ陸軍）

リアルに作られたエアソフトガンは、軍や警察の訓練用銃として用いられることがある。例えばアサヒファイアーアームズのFNCは米海兵隊の訓練に採用されていると当時の雑誌に記述されていたうえ、メーカー自身も自社製のFNCがグリーンベレーにも採用されたと宣伝していた。
アメリカ陸軍で建物への突入など暴発の危険が高い訓練での導入を検討しており、テストが行われている。
また、ユースエンジニアリングのMP5A5は、説明書中で「本製品が国内外の警察機関・特殊部隊で訓練機材として使われ、犯罪抑止に一役買うことを願う」という旨のメッセージが書かれており、この願いはグアム警察によって叶えられることとなった。
マグプルでは自社製の銃器を模したエアソフトガンの他、訓練教材の映像や実習コースなど、一連のソリューションを販売している。
近年の例では、東京マルイの89式小銃シリーズは「89式小銃の電動ガンを発売したい」というマルイと「CQB訓練用に89式小銃のエアソフトガンが欲しい」という防衛庁の利害の一致という開発背景を持つ。
一部自治体では害獣の追い払い用としてエアソフトガンの使用を推奨している。

## 法規制
玩具である遊戯銃の所持に許可等は不要だが、過去に悪用事案が多発した経緯があり、外観や威力について法令で規制対象となるものがある。また、条例で威力による年齢制限を設けている自治体が多い。

### 銃砲刀剣類所持等取締法

#### 外観規制
金属で作られた拳銃模造品の所持を禁じた模造拳銃規制は、金属製玩具拳銃を使用した強盗、恐喝事件等の多発やハイジャック事件を契機として1971年に銃刀法に新設された外観規制である。模造拳銃の該当要件は「金属で作られ、かつ、拳銃に著しく類似する形態を有する物」とされ、この要件を満たすものであればモデルガンやエアソフトガンはもとより、拳銃型の文鎮やライター等も規制対象となる。
該当要件を備えるものであっても、以下の2点の措置が施されている場合は規制対象から除外される。
1. 銃腔に相当する部分を金属で完全に閉塞すること
2. 銃把（グリップ）に相当する部分を除く表面全体を白色または黄色とすること

国内メーカーの拳銃型エアソフトガンは一部に金属部品が使用されているものの、ほとんどがプラスチック製である。なお、小銃や短機関銃などのいわゆる長物は、模造拳銃の規制対象にはならない。

#### 威力規制
人を傷害し得る威力を有する遊戯銃の所持を禁じた準空気銃規制は、威力を増大させた改造エアソフトガンを使用した傷害、器物損壊事件等の多発を契機として2006年に銃刀法に新設された威力規制である。準空気銃の該当要件は、気温20 ℃から35 ℃の室内で銃口から水平距離で1mの位置での威力が3.5J/cm2以上のものとされ、威力の上限値は弾丸前端から3mm以内の断面積の最大値に3.5を乗じて算出される。したがって、準空気銃に該当しない威力は6mmBB弾の場合0.989J未満、8mmBB弾の場合1.64J未満となる。
弾丸の威力 (J) は、上記条件下で計測した弾丸の速さv (m/s) および弾丸の質量m (kg) から 1/2mv2 の式により算出され、質量0.20gの6mmBB弾を使用して計測した弾速が95m/sの場合0.90J（上限値未満 = 合法）となり、同じBB弾を使用して計測した弾速が100m/sの場合1.0J（上限値以上 = 違法）となる。なお、弾速は複数回計測した値の平均値ではなく、最大値を用いる。
法改正にともない、各メーカーから規制値以上の威力を有する要改修機種が発表されたため、これに該当するエアソフトガンを所持している者は、法規制が施行される前日の2007年2月20日までに適正威力へ改修するか、または廃棄することになった。現在は改正銃刀法が施行されているため、法規制値以上の威力を有するエアソフトガンの所持は違法となる。

### 青少年保護育成条例
都道府県が制定している青少年保護育成条例において、エアソフトガンは「人の生命又は身体に危害を及ぼし、青少年の健全な育成を阻害するおそれがあるもの」として有害玩具に指定され、18歳未満への販売や贈与などが禁止されている。一部自治体の条例では販売はもちろん、見せることすら禁止している。有害玩具に指定されるエアソフトガンとして、0.2J以上のものや0.135Jを超えるものとする自治体が多い。

### 自主規制団体
国内には遊戯銃メーカーを中心に組織された日本遊戯銃協同組合 (ASGK) 、日本エアースポーツガン振興協同組合 (JASG) 、全日本トイガン安全協会 (STGA) という3つの自主規制団体が存在し、各メーカーは加盟する団体の規約に従って製造・販売を行っている。準空気銃規制が施行されるまでは自主規制団体が威力の上限を定めていたが、規制施行後は各団体とも18歳以上用を0.98J以下、10歳以上用を0.135J以下としている。

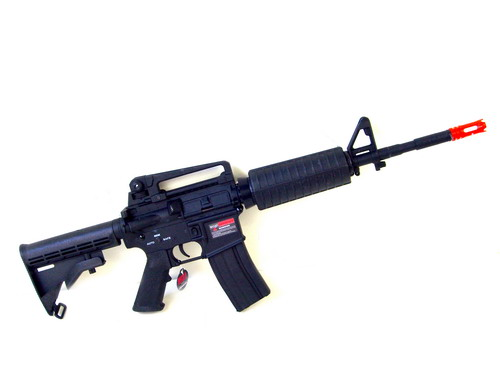
アメリカで販売が許可されるオレンジ色の部品が付いたエアソフトガン

### 海外の規制
アメリカ
合衆国法典15: 商業及び貿易76章に、模造銃器の取り扱いについて記述がある。アメリカ国内においては、銃口部に6 mm以上の長さのオレンジ色の部品が無く、製造・販売・持ち運びを行うと罰則を受ける。
イギリス
2006年凶悪犯罪削減法（Violent Crime Reduction Act 2006）によって、空気銃とモデルガンの規制が強化され、本物に似たものは製造・所持・輸入が禁止された。
オーストラリア
各州の銃器法に基づき、エアソフトガンは銃器または模造銃器に分類されており、多くの州で所持や輸入が禁止されているが、北部準州などの一部地域では許可証を取得すれば所持が認められる。エアソフトガンの代替品であるジェルブラスターについても、クイーンズランド以外の州では所持等が規制されている。

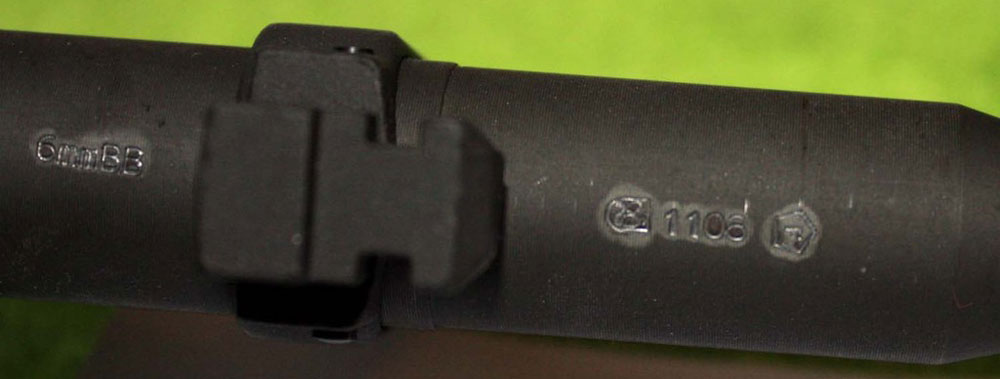
ドイツのトイガン表示。確認団体のマーク・製造年月日・トイガンの表示である五角形にF

ドイツ
武器法 (ドイツ)42aでは、公共の場所においてオープンキャリーは禁止されている。7.5 J以上の弾を射出する銃の所持には、免許が必要になる。それ以下のエネルギーでも、18歳以下では0.5 J以上のものは所持できない。
ドイツのトイガン表示として、確認団体のマーク・製造年月日・トイガンの表示である五角形にFが刻印される。

## 問題点

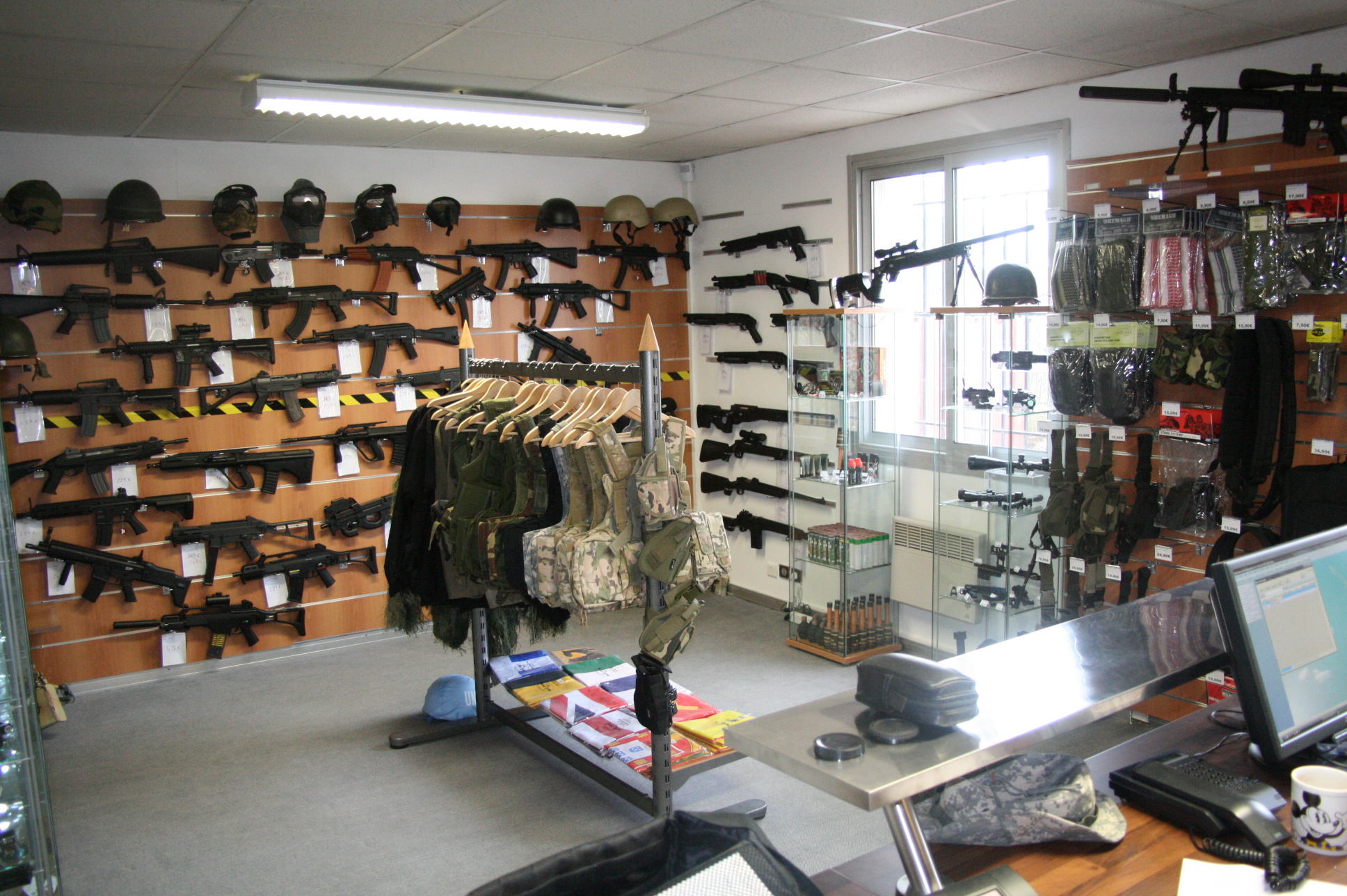
並べられた商品

### 違法改造
- 拳銃型エアソフトガンの外装を全て金属製に換装した場合、法令で定める模造拳銃の該当要件を備えることになるため、銃腔に相当する部分を金属で完全に閉塞し、銃把（グリップ）に相当する部分を除く表面全体を白色または黄色とする措置を施さなければ所持は違法となる。換装用の金属外装や外国メーカーの金属製エアソフトガンが国内市場で流通しているが、着色等の遵法措置は購入者の責任で行うよう告知している販売業者が多い。
- バルブやスプリングの交換、高圧ガスの使用等により威力を増大させ、弾丸の運動エネルギーを3.5J/cm2以上に高める改造を施した場合、法令で定める準空気銃に該当するため、所持は違法となる。また、外国メーカーのエアソフトガンの中には準空気銃に該当するものや構造上真正銃に認定され得るものが存在するため、輸入エアソフトガンを購入する際には注意を要する。

### 環境問題

#### BB弾の自然界への放置
現在主流となっているBB弾はプラスチックで出来ており、野外で使用された場合プラスチックは分解・還元されないため環境問題が懸念されている。近年は自然分解する生分解性プラスチック製のバイオBB弾によって解決されつつある。

#### 温室効果ガスHFC134aの排出
ガスガン用パワーソースとして2007年現在主流となっている代替フロンHFC134aの温暖化係数の問題。
これに対しては温暖化係数の小さいHFC152aを利用することも試みられ、HFC134aとHFC152a、HFC152aとCO2の混合ガスなども販売されているほか、一部ではHFC152a使用の精密機器用エアダスターを使用する人もいる。

### 特記事項
エアソフトガンは、現代の日本人になじみの薄い「銃」を模した玩具であるため、誤解を受けやすく、嫌悪感を向けられやすいとされ、付属の説明書で所持や運搬への注意が喚起されている。エアソフトガンという名称も有限会社マルゼンがトイガンのイメージを向上するために考案した造語である。
業界団体によるAPSカップなどのエアソフトガンによる射撃競技やユーザー団体によるサバイバルゲーム大会などはあるものの、アメリカで盛んに行われているペイントボール競技のようなスポーツとしては公認されていないため正式なスポーツとしては認知されていないが、銃刀法の改正を契機に、札幌スキーマラソンにおけるバイアスロン体験のようにJASGが近代五種やバイアスロンに関わるなど、改善を目指した動きがある。

## 国外での使用
- 一般的に、銃規制がゆるい国ほど、遊戯銃に対する規制が厳しいため、エアソフトガンを日本から持ち出す際は、持ち出し先の銃規制について確認し、持ち込み可能か調べなければならない。また、施された刻印によっては、税関で偽ブランド品と見なされる場合がある。商標についてはモデルガンも同様だが、弾丸を発射できるエアソフトガンの場合、銃規制によっては実銃扱いになることもある。
- 上記の銃規制の緩い国の場合、使用の際に実銃とエアソフトガンを区別するために色のついたプラスチック製のフラッシュハイダーを装着した状態で売られている場合が多い。

## 製造販売
日本国内における主な企業を、以下に列挙する。中でも、東京マルイは電動ガンをはじめ、コストパフォーマンスに優れたエアコッキングガンやブローバックガスガンを発売しており、市場内で最大のシェアを握っている。価格は100円程度のものから100万円以上するものまで様々なものがある。価格はモデルとなった実銃の人気、希少性、製品の外観や仕上げ、構造、メーカーの生産力などによって左右される。
- 東京マルイ
- ケーエスシー（KSC）
- ウエスタンアームズ
- マルシン工業
- マルゼン
- SIIS
- タナカワークス
- タニオ・コバ
- デジコン
- KTW
- サン・プロジェクト

後述する使い方を見て解るように、エアソフトガンは玩具、模型、スポーツ用品の三つの側面を持っている。
日本国外のメーカーも多数存在する。日本国内のメーカーが販売していないモデルやカスタムパーツを扱っている場合が多々あり、個人・ショップ等で輸入・販売される。一方で、初速など日本国内の規制に準じていない場合もあるため、注意が必要である。性能・品質はメーカーによって多種多様で、日本製に劣らず高品質なものから、状態の維持に多くの時間や費用を必要とするものなど様々である。メカボックスは東京マルイの物に準じている場合が多く、購入後東京マルイなどの国内製パーツに交換する愛好者も多い。
- VFC
- STAR
- Classic Army
- SOCOM GEAR
- G&P
- A&K
- ARES
- Dboys
- Snow Wolf
- WE

など。

## エアソフトガンの種類
エアソフトガンの基本的な動作は、次の通りである。
1. 手動で撃鉄を起こす。自動式拳銃を模したモデルの場合、スライドと呼ばれる部分を引き、その後元の場所まで戻す。ライフルを模したモデルはボルト(遊底)と言う部分で同じ動作をする。
2. （自動式拳銃を模したモデルの場合は、上記のスライド操作によって、ライフルの場合はボルトを操作によって）発射待機位置であるチャンバー(薬室)に弾丸が移動する。
3. 引き金を引く。
4. 弾丸が気体の圧力で押し出され、内銃身（インナーバレル）で加速する。
5. 弾丸が銃口から飛び出す。
6. 続けて弾丸を発射する際は、1の動作に戻り、一連の動作を繰り返す。ブローバックモデル（詳細は後述）の場合は、この動作は必要無い。
7. 一部のモデルでは、最終弾を撃ち終えるとスライドストップ(ライフルではボルトストップ)がかかり、スライド(もしくはボルト)が開放されたホールドオープン状態となる。

発射に用いる気体をどのように供給するかで「エアコッキングガン」と「ガスガン」に大別される。

### エアコッキングガン

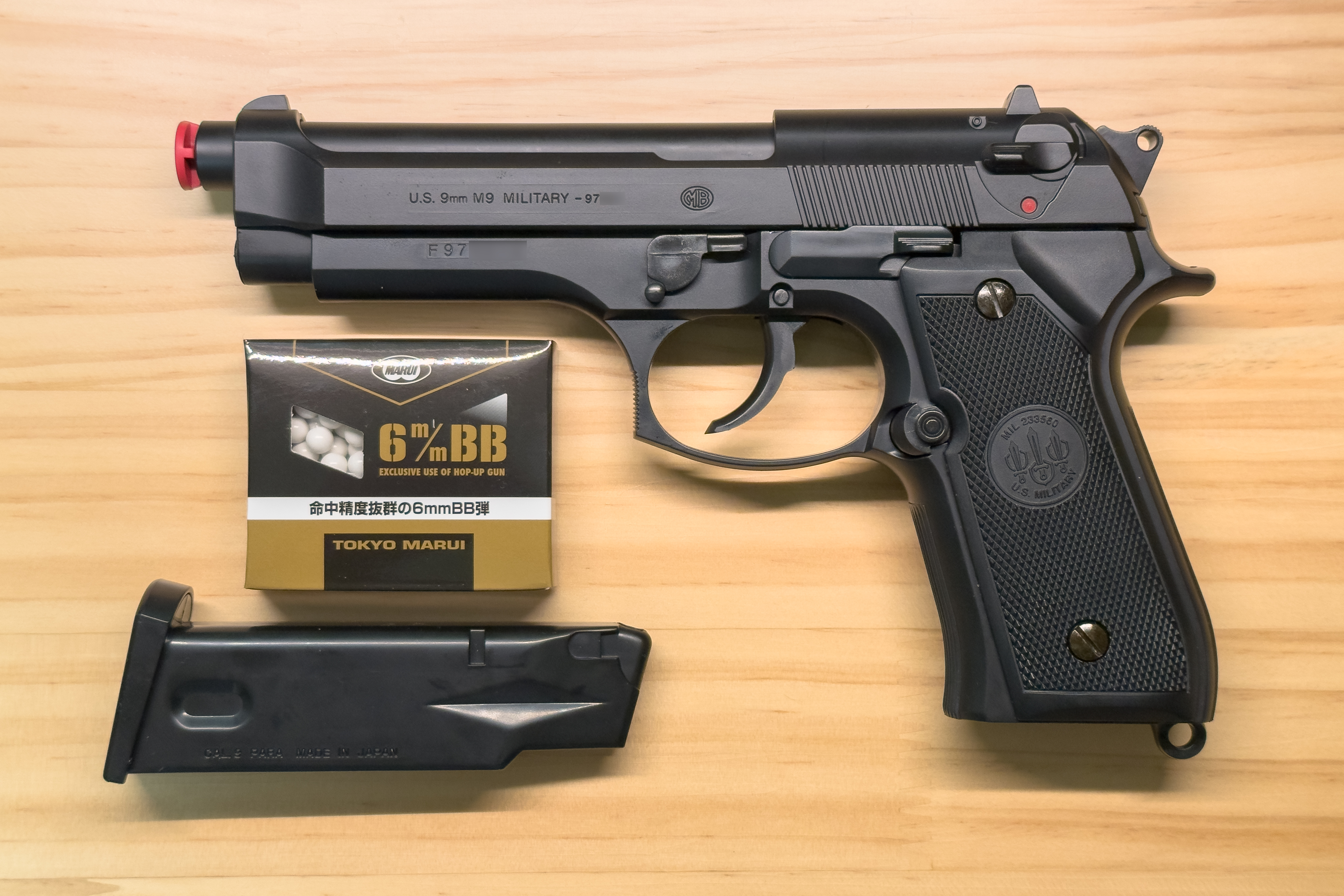
東京マルイ製エアコッキングガン(M92F)

内部に搭載されたポンプに空気を取り込み、バネの力で圧縮し、その圧力で弾丸を発射する。この圧縮動作を「コッキング」といい、コッキングをすると同時に弾丸が薬室に送られる。マニアからは「エアコキ」とも呼ばれている。
エアソフトガンの場合、遊底や棹桿など、実銃では弾薬の装填に関わる可動部分を操作するのがコッキング動作となる。このときに取り込んだ空気で発射できる弾丸は基本的に1発である。そのため、連続で発射する場合はコッキングと発射を繰り返すことになる。コッキングの動作を素早く行えるように「レピーターハンドル」と呼ばれる握り手を持つものもあれば、引き金を引ききったままコッキングを行うと連続的に弾丸を発射できるラピッドファイヤー機能を持つものがある。
弾丸にかかる費用のほかに管理経費（ランニングコスト）がかからず、空気中であればあらゆる環境下で確実に動作する高い信頼性と堅牢さを持つ。構造が単純なため精度の誤差が起き難く、射撃競技用や狙撃銃型エアソフトガンにも採用されるほか、部品数が少なく、価格を抑えられる。
エアコッキングハンドガン市場は、東京マルイの「1900円シリーズ」登場以降、同シリーズの独擅場であったが、近年ではアカデミーやトイスターダブルイーグル等、韓国や台湾、中国のメーカーから廉価な製品が発売されている。
後述するコンプレストエアーと対比し、「スプリングエアー」とも呼ばれる。

#### ラピッドファイヤー
ラピッドファイヤーとはエアソフトガン（エアーコッキングガン）における機構の一つで、引き金を引いたままコッキングレバーを引く事で速射が可能な機構である。主に東京マルイの「エアーショットガン」「エアーサブマシンガン」において搭載されている。また速射を行うと言う意味ではポンプアクションと誤認識される場合がある。
東京マルイのVz 61スコーピオン、タクティカルランチャー、M3スーパー90、M3ショーティー、スパス12、スパス12メタルストックバージョンに搭載されている。また中国製エアソフトガンにおいても同様の機能を搭載した製品がある。

#### 電動ガン

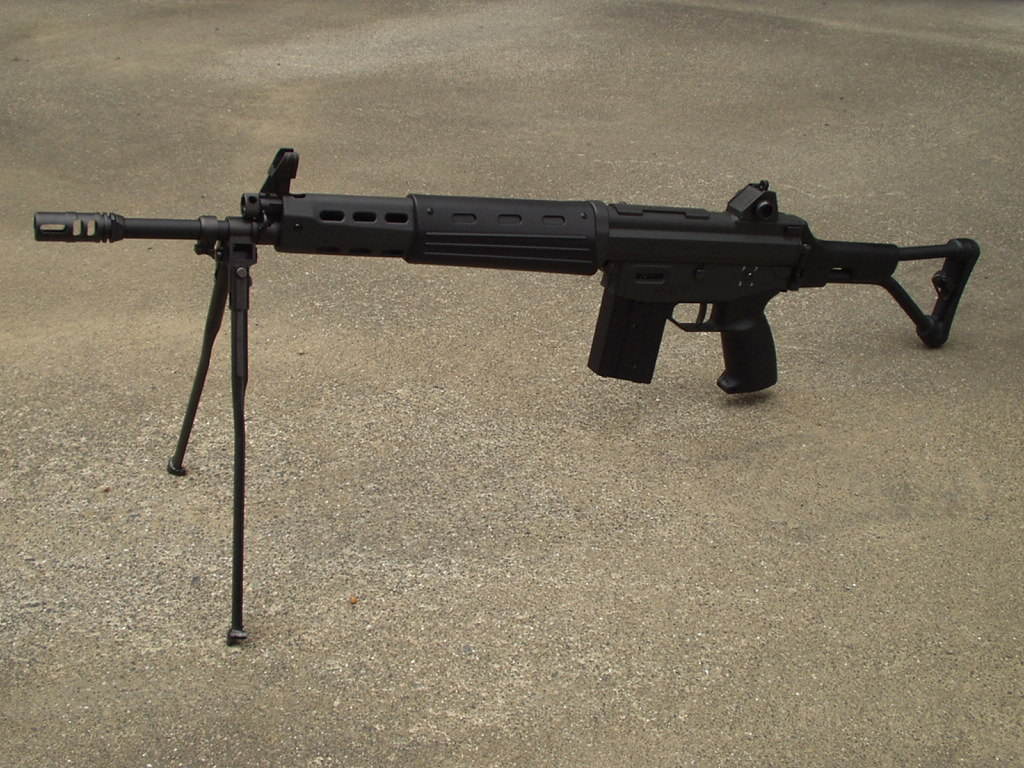
東京マルイ製電動ガン
89式5.56mm小銃 折曲銃床式

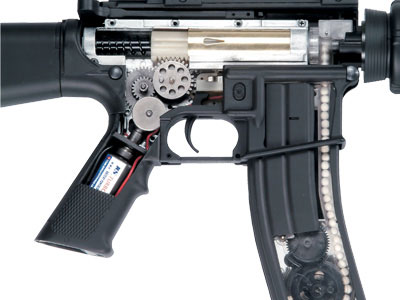
メカボックス部分のカットモデル

コッキング動作を手動ではなくモーター駆動で行うことで、引き金を引くだけで発射可能となったもの。フルオート射撃（連射）も可能。
バッテリーを搭載するため、弾丸費用以外の管理経費も発生するが、東京マルイ製の場合バッテリーに充電する際の電気代は約3000発分でおよそ1〜3円ほどとされる。サバイバルゲーム等で使用される。
最初に量産が行われた電動ガンは、1991年発売の東京マルイ製FA-MAS5.56F-1(ファマス5.56-F1)であり、当時全盛のBV式フルオートガスガンについていたホースとエアタンクが不要で、ガスガンの作動が不安定になる低温環境下でも正常に作動する利点があった。
BB弾の質や重量に合わせて最適な弾道に調整できる「可変ホップ機構」も、東京マルイの電動ガンが量産品では初めて採用した。これによりパワーを強化しなくても飛距離を延ばすことが出来るようになり、安全性が向上した。
2011年3月現在、電動ガンを発売している国内のメーカーは「東京マルイ」、「KSC」、「KTW」、「TOP JAPAN」の4社。かつては「マルシン工業」、「トイテック」、「グンゼ産業」、「ファルコントーイ(FTC)」、「JAC」も販売していた。
日本国外のメーカーでは、「ICS」、「ClassicArmy」、「G&G」、G&P、SRC、RS等のメーカーが発売しているが、内部構造は基本的に東京マルイ製品のコピーであり、コピーのさらにコピーなども存在する。また、外装が全て金属製(通称フルメタル)のエアガンも存在する。
中国製電動ガンは、約10000円〜約25000円と国産品に比べ安価だが、命中精度や集弾性は国産品に比べて悪いとされ、作動機構であるメカボックスが東京マルイの10歳以上用電動ガンのコピーである物も存在する。また、本体や付属品(レーザーポインター、フラッシュライト等)の信頼性についても不備を指摘される場合がある。ハイエンド系と呼ばれる高品質かつ安価な製品も登場しているが、0.989Jを超える製品があるので、国内に威力未調整のまま持ち込むと銃刀法に触れる。主なメーカーは「CYMA(司馬)」、「Jing Gong(金弓)」、「D-BOY」、「A&K」など。
電動ガンは、フルオート射撃に適するという特性や複雑で小型化に向かない構造から、アサルトライフルや短機関銃型を中心として発売され続けていたが、2004年には東京マルイからマシンピストル型の電動ガン「GLOCK 18C」が発売された。このGLOCK18Cは電動ブローバックモデル(10歳以上用)も発売されている。

#### その他
リボルバー型コッキングガンも存在し、エアリボルバーと呼ばれることもある。クラウンモデル、LS、グンゼ産業（現GSIクレオス）、東京マルイ、ファルコントーイ（FTC）等が製造していた。
クラウンモデル、LS、グンゼ産業（現GSIクレオス）が採用していた、ハンマーを起こす動作でコッキングを行うものと、東京マルイ、ファルコントーイ（FTC）が採用したケース(薬莢)内にピストンを有するものが存在する。
前者は機構上、ダブルアクションを再現できないが、後者にはダブルアクション化に成功した製品もある。ガスガン登場以前はケース内式がエアガンで最も連射速度があった。ただしケース内の容積は限られており、結果として初速と射程が貧弱なものとなる。発射に先立ち、全てのケースのピストンをコッキングしておく必要があり、また弾頭が装着されたコッキング済みのケースはショックを与えると暴発する危険性もあった。
かつて「国際産業」から、モデルガン用キャップ火薬の爆発力でコッキングを行う「スーパーウェポンシリーズ」というモデルが発売されていた。発射機構はただのコッキングガンのため、銃刀法には抵触しない。モデルガンとエアソフトガンの融合を目指したモデルだが、火薬の爆発にともなうメンテナンスが必要で、サイズの制約から余裕がないエアガンの機構から実射性能に難があり、耐久性の不足や外観に崩れが見られた事もあって商品寿命は短かった。
オートピストル型のコッキングガンはエアリボルバーのような構造をとることができなかったため、通常ダブルアクションによる発射は不可能である。だが、2009年7月に発売された東京マルイの「ニュー銀ダンエアガン」は、引き金を引く指の力でコッキングを行うことによりダブルアクションを実現している。銀玉鉄砲を髣髴とさせるカラーリングや専用弾、対象年齢が前例のない7歳以上、しかも玩具安全基準を満たした製品に与えられるSTマークを取得しているという異色のモデルである。

### ガスガン
| ポリスリボルバー 3インチモデル · ポリスリボルバー 3インチモデル |
| ポリスリボルバー 3インチモデル （ガスガン）                     |

内部に空気を圧縮する機構を持たず、難燃性ガスや圧縮空気を外部から供給して発射の圧力に利用するもので、自動拳銃や自動小銃の装填、連射機能を再現できる。発射パワーが強いとされてきたが、エアコッキングガンの改造技術の進歩や法規制の整備により、特別に強力とは呼べなくなった。
ガスガンは、バルブを開いてガスを薬室に入れることで弾丸を発射する。銃の外部にグリーンガス等のガスボンベやエアタンクを用意し、そこからホースで銃に供給する方式を「外部ソース式」、本体内や弾倉内に液化ガスを注入し、気化したガスを利用する方式を「リキッドチャージ式」と呼ぶ。
外部ソース式には、主にタンクに圧縮空気を溜めたもの、フロンガスボンベと銃との中間にホースを介してブースター（空ボンベ）を複数つないでガス圧を安定させる「ブースターシステム」、炭酸ガスをレギュレーターで安全なレベルに減圧して使用する「グリーンガスシステム」がある。
「MGCキャリコ」、「WA／AR－7マッドドッグ」など、リキッドチャージ式の中には、発射弾数の上限を増すため、ボンベを銃に直接装着できるボンベ直結式と呼ばれる方式もあった。JACバトルマスターも同様の構造を持っていた。
ガス式の作動原理は低温に弱く、温度が下がって発射（気化ガスの消費）に液化ガスの気化が追いつかなくなると生ガスを噴射してしまう。外部ソースであるブースターシステムやグリーンガスシステムでも、外気や連射などの条件によっては発射エネルギーが低下する事がある。エアタンクの場合、そうした問題はないものの、反面大きなタンクが必要になるなど一長一短である。
2006年に改正された銃刀法では、外部ソース式における威力計測を「その銃の出しうる最大出力での計測」と定めているため、過去に生産されていた外部ソース式の一部のモデルは威力の上がり過ぎを防ぐリミッターを組み込む必要がある。リミッターの例として、流路中に組み込むことで、一定以下の圧力でないと銃への供給がストップする「リリースバルブ」があり、2007年にフリーダムアートから発売された。安価な工業用チェックバルブをリミッターに利用する例もある。

#### 固定スライドガスガン
引き金を引くと撃鉄が倒れてバルブノッカーを叩き、バルブノッカーに叩かれたバルブが一定時間開くことで発射を行うもので、機種によってはハンマーが直接バルブを叩く。「フィクスト（フィクスド）ガスガン」とも呼ばれる。最も古い構造のガスガン。
外観上の遊底（スライド）は固定されているか、作動機構に連動していない。実銃同様の動作を再現しない分だけ構造が単純でガスの消費量が少なく、機構の静粛性が高いため、サプレッサーを使用した際の消音効果が高い。最初の固定スライドガスガンでは、マガジンバルブを叩くタイプではMGCの「ベレッタM93R」、機関部内のバルブを叩くモデルではウエスタンアームズの「AR-7ハイパワーカスタム」がある。
東京マルイの「SOCOM Mk.23」、マルゼンの「ワルサーP99 フィクスト」など、サプレッサーの使用を前提にしたものも発売されている。
タナカワークスM700(ボルトアクション)やマルゼンM870(ポンプアクション)、ハートフォードM1866イエローボーイ(レバーアクション)のように、作動は人力で行い発射にのみガスを利用する手動装填式のガスガンもある。

#### 電磁弁銃
引き金を引くと電磁弁が一定時間開き、そこからガスを導入する。電磁弁を使用するため、動力源としてガスのほかにバッテリーが必要となる。
稼動部分が少ないため、固定スライドガスガンよりさらに静粛性が高く、制御回路によってパワー調整が可能。アサヒファイアーアームズがこの方式の「ワルサーWA2000」を発売していたほか、個人やガンショップなどが電動ガン（電磁弁銃も広義の「電動ガン」に含まれるのではあるが）やエアコッキング式をベースに製作している。

#### BV式ガスガン
1980年代に考案されたエアーガンのフルオートメカニズムである。80年代末頃から90年代の初頭にかけてのサバイバルゲームでは中心的役割を担っていた。
機関内部には、後方に向かってばねのテンションがかかったインナーバレルと、BB弾を1個のみ発射準備状態にさせるサブチャンバー、その間にBB弾を一旦停止させるOリングを配し、機関内壁には段差が設けられている。ガス圧に押されたBB弾がOリングとインナーバレルを前方に押し、Oリングが機関内壁の段差を越える事で広がりBB弾の保持力が失われ、BB弾は発射される。これをワンサイクルとして、BB弾とガスの供給が絶たれるまで発射が続けられる。
発射後に部品すべてが発射準備状態になるまでガスは銃口から放出され続けるため消費量が多く、BB弾がOリングを通過する際に不規則な回転が加わるため弾道が乱れ、精密射撃には向かない。メリットはそのシンプルさと耐久性で、簡単にパワーを上げる事が可能であった点が支持される点のひとつであった。
ガス量の確保とパワー向上を目的として、1〜12リットルの容量を持ったエアータンクと組み合わせて使用される事が多かった。
2006年に施行された改正銃刀法によって、現在では多くのBV式ガスガンがガス圧を制限するリミッターやリリーフバルブといった部品を組み込まない限り所持不可能となった。2007年4月にM&G社から入念な対策を講じたBV式M4A1が発売されたが広く普及はせず、このメカニズムが勢力を盛りかえす事は無かった。
これまでにBV式を製造していたメーカーは、JAC、アサヒファイアーアームズ、マルゼン、ファルコントーイ(FTC)、エルエス、国際産業、デジコン、MGC、M&G等である。なお、MGCやエルエスは後に後述するPV式に移行している。

#### PV式ガスガン
BV式に少し後れを取る形で開発された自動連射機構。エルエス、MMC、トイテックが採用している。MGCもPV式に近いシステムを採用している。ユニット内部にピストンとシリンダーを持つ。
BV式と比べるとガス消費が非常に少なく、銃身が固定されているため命中率が高い。BV式の場合、マガジン内部にも圧力がかかるため構造や装弾数に制約があったが、PV式はユニットで完結しているためマガジンに圧力をかける必要がなくなり、それにより装弾数が増加した(トイテック製P90は装弾数が500発、同社製キャリコは1000発だった)。またBV式では不可能だった空撃ちを可能にしている。BV式同様にサプレッサーを装着する事で発射音をかなり小さくすることができる。
しかし、圧力を上げても初速が一定の数値以上にならない(ユニット自体がレギュレーターの役割を果たす)ため、PV式ガスガンは大きな需要を得ることができなかった。
この問題に対し、メーカーはシリンダーのサイズを大きくすることで対応した。エルエスのユニットでは0.4J程度であったが、MMCのユニットではシリンダーがボアアップされて0.6J程度にまで上昇、トイテック製のメカに至ってはガスガンにしては非常に大きなシリンダーを採用し、カウンターウェイトを採用して1J前後にまでパワーを上げる事に成功している。
電動ガンが発売された頃、シリンダーサイズが近かったため、メカBOXを組み込んで電動ガン化する改造も行われた。作動音がピコピコと聞こえる、ノズルがピコピコ動くなどの特徴から「ピコピコユニット」「ピコピコシステム」と通称される。優れたポテンシャルを持ちながらもパワーがなかったためにBV式を超えることができず、電動ガンが主流となってからも電動ガンに勝つことができなかった不遇のシステムだと言える。
圧力を上げてもサイクルが向上するばかりでパワーが上がらない銃が多いため、改正銃刀法が施行された現在でもほとんどの個体が所持できる。改正銃刀法下で所持できない個体が多いBV式とは対照的な存在であると言える。

#### ブローバックガスガン
発射の際にガスの圧力で遊底が後退し、オートマチック式の実銃のブローバック機構同様、自動的に次弾の装填を行う。現在では弾丸の発射とブローバックを一つの機構で行うものが主流。
遊底後退後に発射するアフターシュート、後退中に発射するミドルシュート、後退前に発射するプレシュートの3種類がある。ブローバック機構にもガスを消費するため、フィクスドガスガンより燃費は悪い。多くのエアガンメーカーが発売しており、さまざまな機構でブローバックをさせている。
初期にブローバックメカと呼ばれた物は、スプリングの力で遊底が後退し、ガスの力で前進するものだった。この方式の場合、弾が残っていてもガスが無くなると遊底が後退したままになってしまう。
アフターシュートでは1991年に発売されたMGC製グロック17が、日本初の実用ブローバックガスガンとなる。アフターシュートはスライドが後退してから発射しているため、ブローバックの反動により着弾位置が影響を受ける。この問題を解決したものとして、プレシュート方式がある。
プレシュートは、BB弾発射からブローバックにガスの流れる方向を変える方法の違いから、BB弾の有無でガスの流れを切り替える弁を有する強制閉鎖式と、ガスの圧力でガスの流れを切り替える弁を利用する負圧式の2種類がある。前者としてはウエスタンアームズのマグナブローバックやKSCのエクセレントピストンユニット、後者としてはタニオ・コバのコバアクセル方式やマルゼンのアドバンスシュートシステムがある。ただし、完全なプレシュートブローバックはウエスタンアームズの特許に抵触するため、マグナブローバック以外はBB弾発射時にもブローバック側にガスを流す、「プレシュート寄りのミドルシュート」となっている。
強制閉鎖式と負圧式の性質の違い
|                                  | 強制閉鎖式                         | 負圧式                           |
| -------------------------------- | ---------------------------------- | -------------------------------- |
| ガスの流れる方向の切り替え       | 早い                               | 遅い                             |
| ブローバックの瞬発力             | 高い                               | 非常に高い                       |
| 切替機構が薬室のBB弾に与える圧力 | あり                               | なし                             |
| 薬室に要求されるBB弾の保持力     | 強い（弱いと弁に押されてこぼれる） | 傾けても弾がこぼれない程度で済む |
| カスタムパーツによるパワーアップ | パーツ単品でも効果が出やすい       | パーツ単品では効果が出にくい     |
| ガスの使用効率                   | 良い                               | 悪い                             |
負圧式は原理上、ブローバック機構そのものがリミッターとして働くため、外部ソース化した際に威力制限を行いやすい。
ユースエンジニアリング製のMP5のようなSMGやショウエイのMG42など、「長物」と称されるジャンルの銃においては反動を大きくしてブローバックの迫力を再現するため、ミドルシュート式のASCSメカが使われるのが一般的であった。プレシュート式の物はコクサイのニューコンセプトブローバック以後L.A.Studioが製作する高級カスタムモデルのみであったが、ウエスタンアームズがM4A1を発売した後は長物もハンドガン同様プレシュート式のブローバックガスガンが主流になってきている。
モデルガンのような構造のリアリティを備え、KSCのSTIシリーズのように発射機構と関係ない部分に実銃用パーツを装備したもの、マルゼンのワルサーP99のように原型となる銃のメーカーと提携し図面提供などを受けた物 もある。
ブローバックガスガンは低圧フロンガスを使用するために、ガス流入量を制限しない限り威力が高くなり、ブローバックシステムのコストが嵩むために、対象年齢18歳以上用のモデルしか存在しなかったが、2007年4月にKSCが対象年齢10歳以上用を発売し、2009年には東京マルイが推奨年齢14歳以上として発売をしている。KSC製に至っては高価な物では定価が税込み2万1000円になっている。東京マルイはインナーバレルの短縮化やプラスチック化、塗装の簡略化で販売価格を抑えているが、両者とも最低価格は1万円を超えている高級路線である。

#### ガスリボルバー
リボルバー式の銃を模したガスガン。大きく分けて、弾丸を装てんした薬莢を実銃同様にシリンダーに装てんするカート式と、そうでないカートレス式の2種類があり、前者は操作をリアルにできるが、構造上作動ガスのロスが大きく、命中精度が低くなる。後者は命中精度を追求しやすいが、弾倉部分のリアリティを損ない、撃ち切った後の再装填はカート式より手間がかかる。カートレス式ガスリボルバーの構造としては、タナカワークスのペガサスシステムなどがある。その他にも、シリンダーに特殊な構造の薬莢を固定することで、1つのシリンダーに4発×6ホール分のBB弾を装填し24連射が可能な、カート式とカートレス式の中間的な構造のモデルが東京マルイより発売されている。

### コンプレストエアー
内蔵されたポンプによって蓄気室に1発分の圧縮空気を溜め、引き金を引くとバルブを開き、その圧縮空気で弾丸を発射する。内部にポンプを内蔵するという点ではエアコッキングガンの様だが、発射機構からいえばエアタンクと空気入れを内蔵した固定スライドガスガンに近い。APSカップでは、エアコッキングガンと同じ扱いとなる。マルゼンのAPS-3、KSCのAPシリーズに搭載されている。エアコッキングガン（スプリングエアー）と比較し、発射時の衝撃が少ないため、命中精度が向上する。

## 使用する弾丸

### ツヅミ弾
ツヅミ弾は日本のエアガン黎明期に主に使用されていた。口径は7mmと5mmが主流であったがメーカー毎の独自規格もあり、最後まで統一は図られなかった。空気銃の鉛製ペレット弾をプラスチックで模したもので、鼓（つづみ）に似た形から名付けられた。てるてる坊主状の形状で主なウエイトを占める頭の部分と、圧縮空気を受ける笠の部分に分けられる（笠の部分は先述の寸法よりも大きく、銃身内部に接触する事で気密を取る様に考慮されている）エアガンが普及し、連発方式が求められるようになると、アメリカ製エアガンで使用されており構造的に連発にしやすい球状のBB弾にその座を譲った。空気銃では射撃精度でペレット弾が鉛製BBよりも優れるが、エアガンではライフリングがないためにツヅミ弾が飛行中に横転（=横弾）しやすく、精度や射程距離面での短所であった。
圧縮空気ではなく強化ジュラコン樹脂製の撃針で撃ち出すストライカーガンにもツヅミ弾は使用されていた。エアガン用のツヅミ弾が弾力性に富む樹脂で製造されるのに対し、ストライカーガン用のツヅミ弾は硬質プラスチック製で、両者に互換性はない。

### BB弾

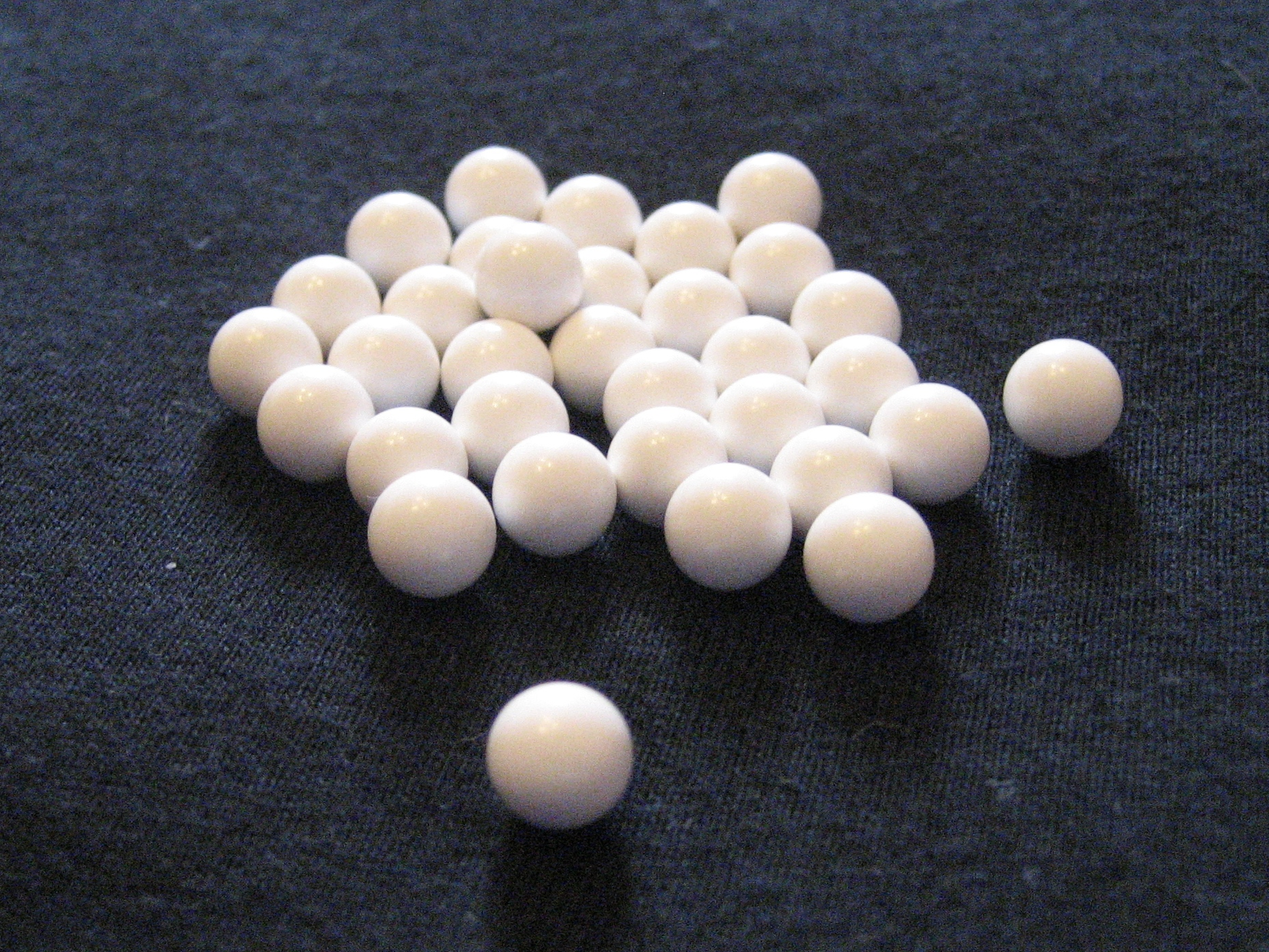
6mmBB弾（0.2g）

主流になっている球形の弾丸。材質はプラスチックで、規格として直径6mmの弾丸が最も多く使われているが、マルシン工業独自の規格として直径8mmの弾丸も存在する。
銃身途中に突起や段差を設けて弾にバックスピンを加え、威力を高めずに飛距離を伸ばすホップアップシステムと呼ばれる機構に対応する。

### 40mmグレネード弾
JAC、サンプロジェクト、クラフトアップル等のグレネードランチャーに使用される弾丸。中空の発泡スチロール製の弾頭と、それ自身が単発式の固定スライドガスガンとしての機能を持つ薬莢部で形成され、実弾の雷管に当たる部分にあるバルブをランチャーの引き金を引く力で押し、ガスの圧力で弾頭を飛ばす。JACのBV式M16シリーズのアクセサリーである、M203グレネードランチャー用として開発された。“口径の大きなランチャーから飛び出すのがBB弾ではあまりに格好悪い”ということで考案されたもの。後にアングスより多量のBB弾を散弾状に発射するものが開発され、その後、クラフトアップル製「モスカートBBシャワー」等、さらに大量のBB弾を放出できるものも発売された。

### ニューソフト弾
東京マルイから発売されている特急ガン用の弾。ソフトなラバー素材を使用しているため、身体にあたってもBB弾よりも痛くなく、安全に遊べるのが特徴。また、乳幼児の誤飲事故防止のため、口に含んだ場合に苦味を感じるように出来ている。